# Natalie Horler
Pour les articles homonymes, voir Horler.
Natalie Christine Horler, née le 23 septembre 1981 à Bonn, est une chanteuse et animatrice de télévision allemande d'origine anglaise.

## Biographie
Née de parents anglais, sa mère, Christine, est professeur de langues. Son père, David (membre du groupe WDR Big Band à Cologne) ainsi que son oncle, John, et son grand-père sont des musiciens de jazz (respectivement ; trombone, piano et trompette). En 1980, ses parents déménagent et s'installent dans l'ouest de l'Allemagne.
Elle est bilingue et elle parle anglais et allemand couramment.
Natalie a deux sœurs, Sally et Victoria, avec lesquelles elle a grandi en Allemagne.
Elle est également populaire dans certains pays d'Asie comme le Japon, la Chine et l'Inde, pour le tube qu'elle a fait avec son groupe Cascada, Everytime We Touch.
Enfant, elle enregistre des chansons, surtout de Disney, dans le studio de son père, musicien de jazz. Elle apprend à danser le hip-pop, le jazz, la danse moderne, le street music ou le step-dance.

## Carrière avec Cascada

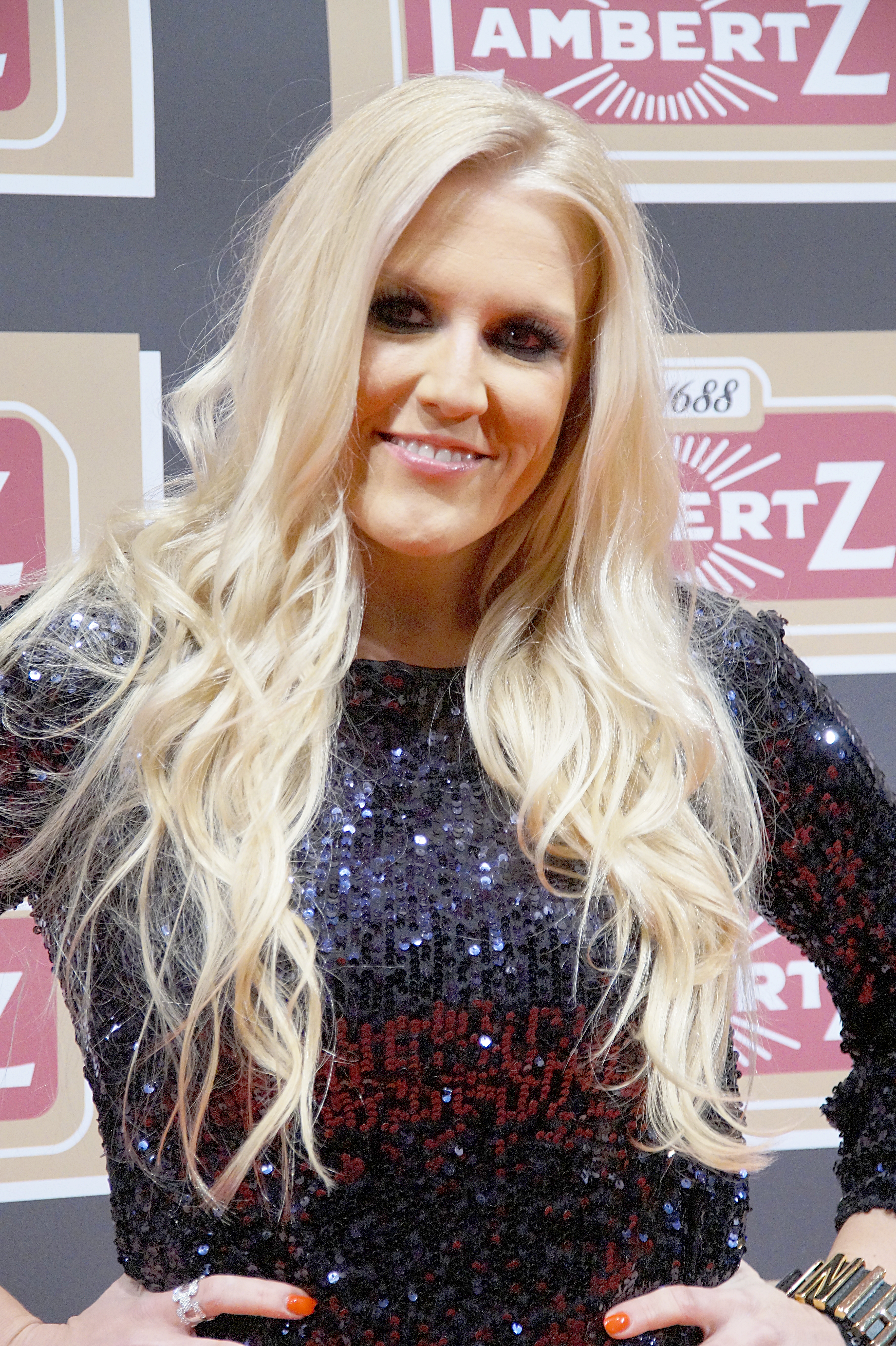
Cascada (Natalie Horler) à la Lambertz Monday Night, en février 2016.

Natalie Horler commence à chanter dans des clubs de jazz et des bars. À l'âge de 18 ans, elle travaille avec plusieurs DJ's. Elle est remarquée par deux producteurs allemands, Yann Peifer (Yanou) et Manuel Reuter (DJ Manian). Ensemble, ils créent le groupe Cascada.
L'album Everytime We Touch sort en février 2006 avec les singles Everytime We Touch et Miracle. En automne 2006, le groupe sort des chansons comme Truly Madly Deeply ou encore Bad Boy qui sont des succès mondiaux. En fin d'année 2006, Natalie a été élue la révélation musicale de l'année.
En 2007, Cascada sort son premier album intitulé Everytime We Touch et réalise des clips à succès comme What Hurts the Most, What Do You Want From Me ou encore A Never Ending Dream.
En 2008, après un second album du groupe intitulé Perfect Day, Natalie en profite pour participer à des émissions comme invitée spéciale. En 2009, le troisième album, Evacuate the Dancefloor, atteint le hit parade en troisième position derrière Madonna et le top 20 aux États-Unis.
En mars 2010, ils sortent Pyromania, un clip vidéo disponible sur YouTube, qui prépare l'arrivée de leur quatrième album intitulé Original Me. Sa sortie est prévue en France à la rentrée 2011.
En avril 2011, ils sortent San Francisco, un clip vidéo disponible sur YouTube. Ainsi qu'en septembre 2011, ils sortent le titre Au revoir du label Zooland Records désormais.
En 2013, elle représentera l'Allemagne au Concours Eurovision de la chanson 2013 à Malmö, avec la chanson « Glorious », avec laquelle elle ira jusqu'à la vingtième place.
En août 2013, ils sortent l'album The World is in My Hands, dont le clip est disponible sur YouTube.
Le premier novembre 2013, le groupe sort son premier album acoustique, intitulé "Acoustic Sessions".

## Vie privée
Début 2010, les médias affirment que Natalie s'est fiancée à son compagnon de longue date, Moritz Raffelberg. Ils se sont secrètement mariés en Mai 2011. Natalie portait une robe de mariée qu'elle a elle-même confectionnée. Natalie et Moritz deviennent, en septembre 2015, les parents d'une fille, Jamie,.

## Animation
- 2011 : Deutschland sucht den SuperStar : Juge

## Récompenses & Nominations
| Année | Prix                             | Pour                                      | Titre                     | Résultat   |
| ----- | -------------------------------- | ----------------------------------------- | ------------------------- | ---------- |
| 2006  | International Dance Music Awards | Best New Dance Artist Solo                |                           | Lauréat    |
| 2006  | International Dance Music Awards | Plus Grande Énergie                       | “Everytime We Touch”      | Nomination |
| 2006  | Napster Awards                   | Le plus grand enregistrement électronique | “Everytime We Touch”      | Lauréat    |
| 2007  | World Music Awards               | Meilleure Chanteuse Pop Mondiale          |                           | Nomination |
| 2007  | World Music Awards               | Meilleure Artiste Allemande               |                           | Lauréat    |
| 2008  | European Border Breakout Awards  | Meilleure Artiste Européenne-Allemagne    | Everytime We Touch        | Lauréat    |
| 2008  | International Dance Music Awards | Meilleure Energie                         | “Truly, Madly, Deeply”    | Nomination |
| 2008  | International Dance Music Awards | La Meilleure danseuse                     |                           | Nomination |
| 2009  | International Dance Music Awards | La Meilleure Danseuse                     |                           | Nomination |
| 2010  | International Dance Music Awards | Meilleure Energie                         | “Evacuate the Dancefloor” | Nomination |
| 2010  | International Dance Music Awards | Meilleure Artiste Pop                     | “Evacuate the Dancefloor” | Nomination |
| 2010  | International Dance Music Awards | Meilleure Artiste                         |                           | Nomination |
| 2010  | Comet Awards                     | Meilleure chanson de fête                 | Evacuate The Dancefloor   | Nomination |
| 2010  | Comet Awards                     | Meilleure Artiste Féminine                |                           | Lauréat    |
| 2010  | The Urban Music Awards           | Meilleure Danseuse                        |                           | Lauréat    |